# Episodi de La dottoressa Giò (seconda stagione)
La seconda stagione della serie televisiva La dottoressa Giò è andata in onda in Italia dal 13 novembre al 13 dicembre 1998 su Retequattro.
| nº | Titolo italiano            | Prima TV Italia  |
| -- | -------------------------- | ---------------- |
| 1  | Per amore...solo per amore | 13 novembre 1998 |
| 2  | Due vite da salvare        | 20 novembre 1998 |
| 3  | La scelta                  | 27 novembre 1998 |
| 4  | Vedere con il cuore        | 4 dicembre 1998  |
| 5  | E la vita continua..       | 11 dicembre 1998 |
| 6  | Il coraggio                | 13 dicembre 1998 |

## Per amore...solo per amore
Giò, ormai separata da Armando, si deve occupare di due difficili casi, quello di Nina e quello di Alice.
Nina è sposata con Fausto, un uomo squilibrato e violento, ed è incinta. La donna, esasperata dalla possessività del marito, decide di abortire, ma l'uomo è contrario alla decisione della moglie e reagisce violentemente.
Alice è invece una ragazza ancora minorenne, che presenta un lieve ritardo mentale ed è ricoverata nel reparto di Psichiatria dell'ospedale. Il primario del reparto consulta Giò perché la ragazza ha un ritardo mestruale, e Giò appura che è incinta. Il padre della ragazza, infuriato, decide di intraprendere un'azione legale per far interdire Alice e impedirle di avere il bambino.
- Altri interpreti: Elisabetta Rocchetti (Alice De Biase), Vittoria Piancastelli (Nina Bassani)

## Due vite da salvare
In occasione del pensionamento del professor Lombardi, il reparto organizza una festa in suo onore e decide di fargli un regalo. Giò si reca in gioielleria per comprare il regalo, ma qui viene presa in ostaggio da una coppia di rapinatori, Anna e Alessandro. Insieme a lei, vengono presi in ostaggio i titolari della gioielleria e una coppia in attesa di un bambino, Francesca e Marco.
In un conflitto a fuoco, Anna rimane gravemente ferita, mentre a Francesca si rompono le acque. Giò cerca di salvare entrambe, ma ha bisogno dell'aiuto dell'amico Nicotera, che giunge sul luogo per darle una mano a salvare la drammatica situazione.
- Altri interpreti: Claudia Lawrence (Delia), Maximilian Nisi (Alessandro), Fabio Ferrari (Marco)

## La scelta
Sara è al quinto mese di gravidanza e, a seguito di un grave trauma cranico, viene dichiarata clinicamente morta. Per poter almeno far nascere il bambino, è necessario tenere la ragazza in vita artificialmente. Suo marito Roberto inizialmente vorrebbe staccare le macchine che tengono Sara in vita, mentre Lucia, la mamma della ragazza, vede nel nipotino un riscatto per la morte della figlia.
Intanto, in reparto arriva il nuovo primario, l'inflessibile ed esigente dottoressa Priscilla Finzi.
- Altri interpreti: Claudia Lawrence (Delia), Guia Jelo (Lucia), Alessio Di Clemente (Roberto)

## Vedere con il cuore - La suora
Giò deve far fronte ad un difficile caso, quello di una donna, Sofia, appartenente insieme al marito ad una setta religiosa molto rigida che vieta interventi medici invasivi.
Il bambino nasce con dei gravi problemi di salute, ma i genitori lo portano via dall'ospedale.
Intanto, una giovane suora arriva in ospedale accompagnata da una consorella: la ragazza è incinta poiché è stata violentata quando era in missione.
Anche la sorella dell'infermiera Daniela ha bisogno di aiuto: è incinta ma comincia ad accusare degli strani sintomi agli occhi.
- Altri interpreti: Claudia Lawrence (Delia), Sandra Collodel (Sofia), Gabriele Patriarca

## E la vita continua..
In reparto, si intrecciano le vicende di due donne, Monica e Chiara. Monica scopre, al momento del parto, che il suo bambino è affetto da una gravissima malformazione cardiaca: l'unico modo per salvargli la vita sarebbe un trapianto di cuore. Chiara invece sa che la bambina che aspetta è affetta da anencefalia, ma ha deciso comunque di portare a termine la gravidanza, pur sapendo che la sua bambina non ha nessuna possibilità di sopravvivere. Il giovane medico Wong-Ti propone di chiedere a Chiara di donare il cuore della sua bambina al bambino di Monica, ma almeno inizialmente la donna si rifiuta.
Intanto, l'équipe si occupa di Rossella, che ha una forte depressione post-partum ed è ricoverata nella stessa stanza di Marisa, che ha subito l'asportazione dell'utero a causa dei troppi aborti fatti in giovane età. Marisa arriverà a rapire Gaia, la figlia di Rossella, per riportarla dopo poche ore senza averle fatto alcun male.
^Altri interpreti: Claudia Lawrence (Delia), Alessio Caruso

## Il coraggio
La presentatrice televisiva Laura, incinta all'ottavo mese e abbandonata dal marito Diego, tenta il suicidio e viene salvata per miracolo, ma la vita del suo bambino, Federico, resta appesa a un filo.
Intanto a Delia, la simpatica e anziana signora che ormai vede nei medici e negli infermieri del reparto la sua famiglia, viene diagnosticato un tumore all'endometrio in fase avanzata: per lei non c'è più nulla da fare. Wong-Ti, che si è particolarmente affezionato a lei, cerca di rintracciare Guido, il figlio di Delia abbandonato anni prima, ma non riesce nel suo intento.
Nel frattempo, Capovilla fa ricoverare una detenuta sieropositiva con una semplice diagnosi di indigestione, ma la ragazza presenta una sintomatologia molto più seria. Durante il cesareo della ragazza, Giò si taglia con un bisturi, e c'è la possibilità che sia stata contagiata.
- Altri interpreti: Claudia Lawrence (Delia), Patrizia Rossetti (Laura)